# 게잡이 공선
《게잡이 공선》(일본어: 蟹工船)은 고바야시 다키지의 1929년작 중편소설로, 작가의 대표작이다.

## 개요
일본의 대표적인 프롤레타리아 작가 고바야시 다키지의 대표작으로서, 일본 프롤레타리아문학뿐만이 아니고, 일본 근대문학사에서 획기적인 작품이다. 일본 프롤레타리아문학을 사상의 영역으로까지 넓혀 새로운 지평을 열었던 데에 역사적 의의가 있다. 이 작품에서는 노동자의 구체적인 행동이 정치적인 의도를 가지고 묘사되고 있다.
1926년 홋카이도의 게잡이 공선에서 실제로 일어난 사건을 취재한 작품이다. 당시 게잡이 공선은 조난 사건과 어부 학대 문제 등으로 커다란 사회문제가 되고 있었다. 다키지는 4년에 걸쳐 게잡이 공선에 대한 자료를 수집하고, 북양어업에 대한 면밀한 조사를 통해 작품을 완성했다.
이 작품은 특정한 주인공이 있지 않고, 게잡이 공선에서 착취와 학대를 당하는 노동자들의 모습이 집단으로 그려져 있는 점이 특징이다. 작가는 이 작품을 통해 일본의 자본주의가 제국주의적이고 침략주의적이라는 것을 말하고자 했다. 작품 안에서는 지금까지 굴종밖에 몰랐던 어부들이 모르고 있던 자신들의 힘에 눈을 떠, 자신들의 손으로 자본가의 착취에 대항해 가는 일련의 과정을 그려 내고 있다. 특히 노동자들이 한 번 실패하지만, 거기서 멈추지 않고 다시 한 번 일어서는 모습을 그렸다는 점에서 제국주의적인 자본주의에 대항하는 노동자들의 정신을 잘 표현하고 있다.

## 한국어 번역본 정보
- 《게 공선》(양희진 옮김, 문파랑 펴냄, 2008년 8월 출간, ISBN 9788995898055)
  - 《게 공선》(개정판, 2014년 4월 출간, ISBN 9788994575162))
- 《게잡이 공선》(황봉모 옮김, 지만지 펴냄, 2011년 4월 출간, ISBN 9788964067512)
  - 《게잡이 공선》(2017년 11월 출간, ISBN 9791128825439)
- 《만화로 독파하는 게공선》(신원문화사 펴냄, 2009년 11월 출간, ISBN 9788935914999)
- 《고바야시 다키지 선집 1》(황봉모, 박진수 옮김, 이론과실천 펴냄, 2012년 8월 출간, ISBN 9788931360431)
- 《게 가공선》(서은혜 옮김, 창비 펴냄, 2012년 10월 출간, ISBN 9788936464080)
- 《게 가공선》(전설 옮김, 잇북 펴냄, 2018년 1월 출간, ISBN 9791185370101)